# Гігрофор
Гігрофо́р, мокриця (Hygrophorus) — рід агарикальних грибів.

## Будова
Шапинки грибів цього роду стають липкими й покритими слизом при високій вологості, за що мокриці отримали свою назву.

## Види
База даних Species Fungorum станом на 22.11.2019 налічує 258 видів роду Hygrophorus (докладніше див. Список видів роду гігрофор). За «Визначником грибів України» — в Україні 28 видів.

## Поширення та середовище існування
Ростуть у хвойних і листопадових лісах. Поширені в усьому світі від Арктики до тропіків.

## Галерея

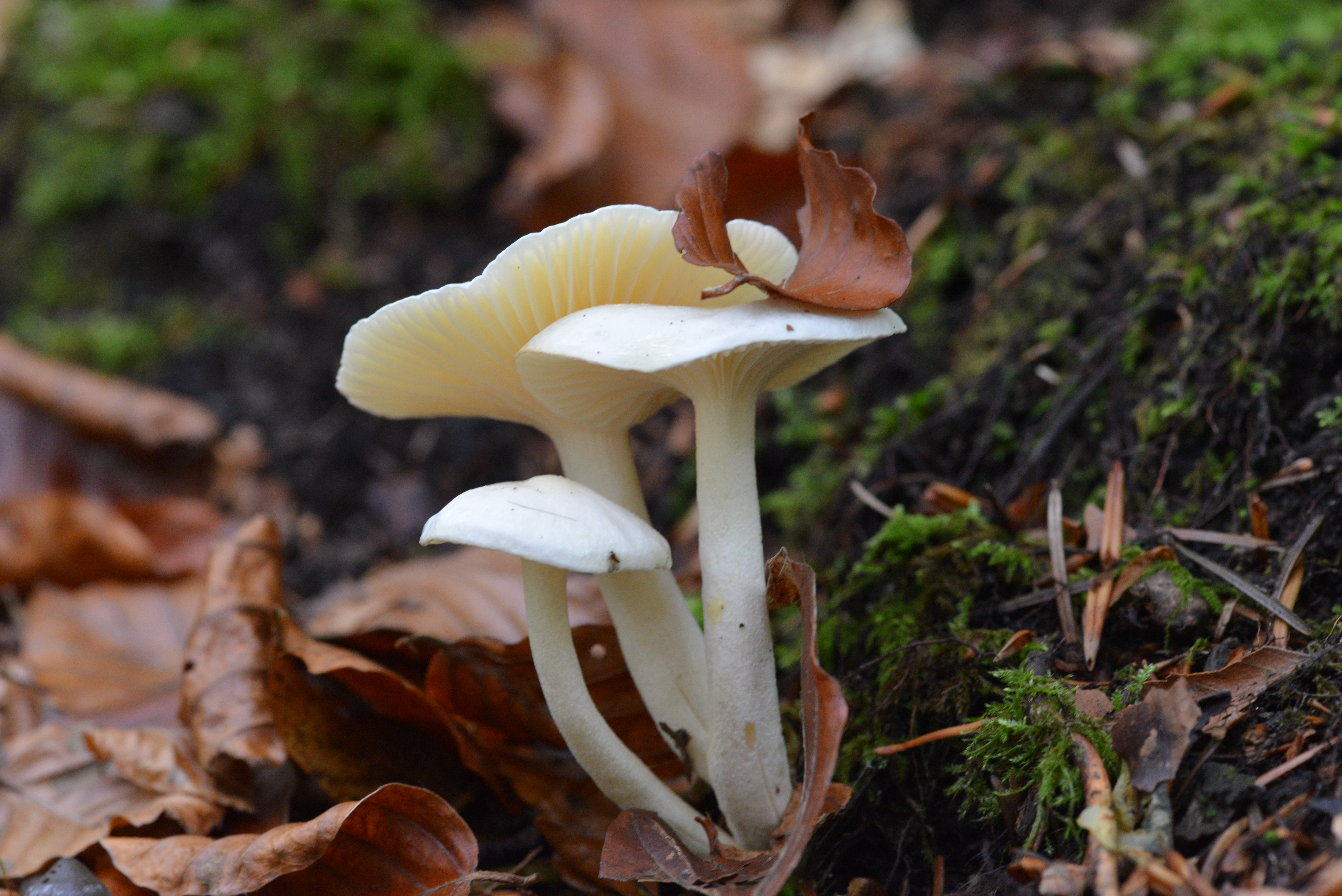
Hygrophorus eburneus
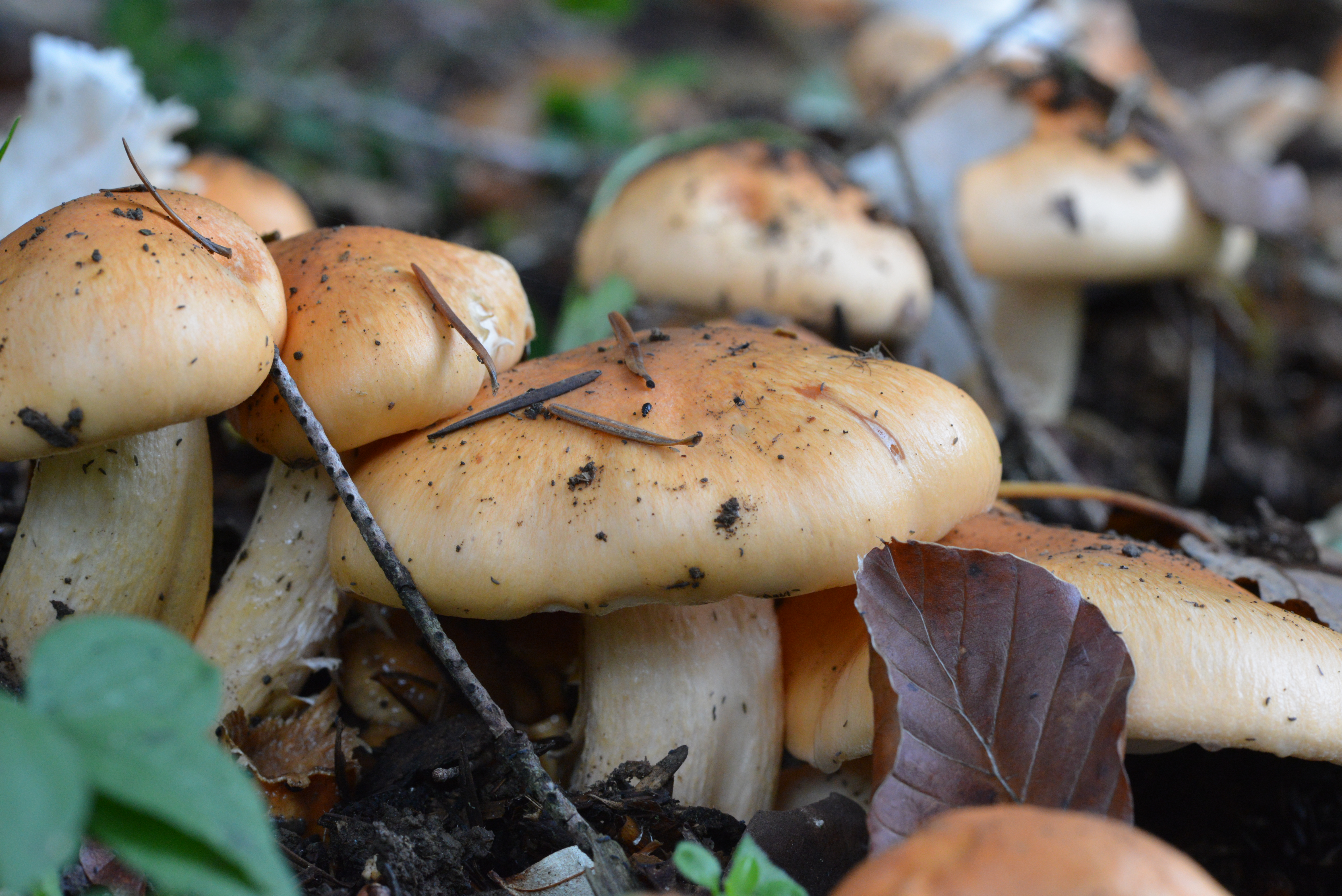
Hygrophorus pudorinus
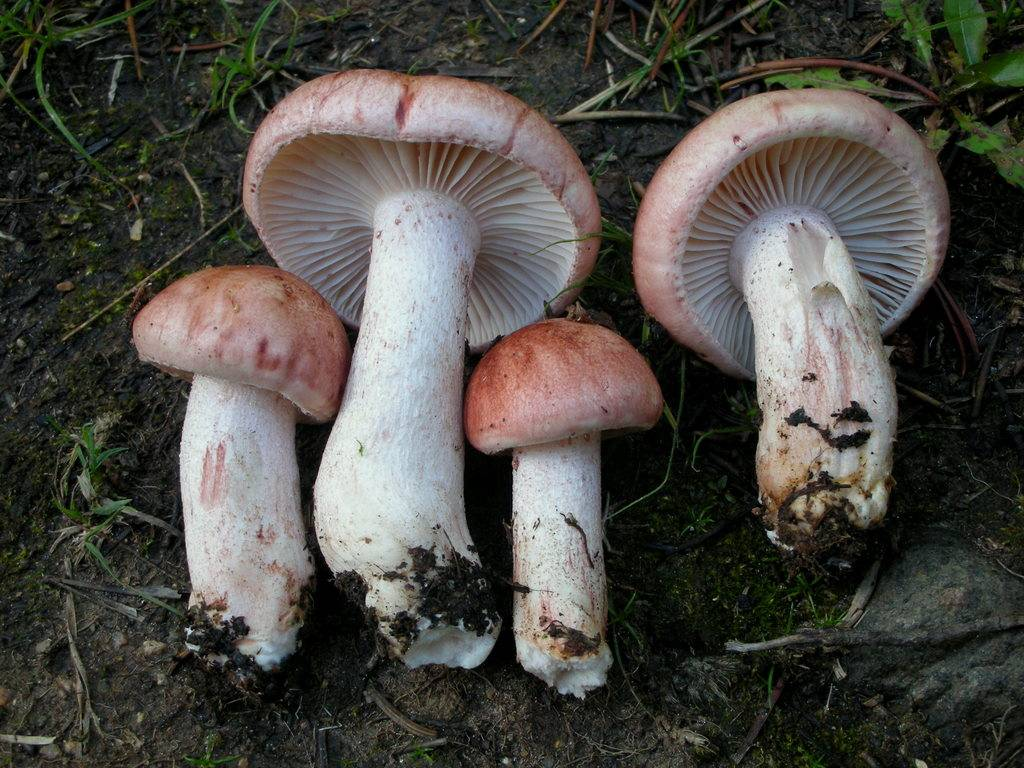
Hygrophorus erubescens
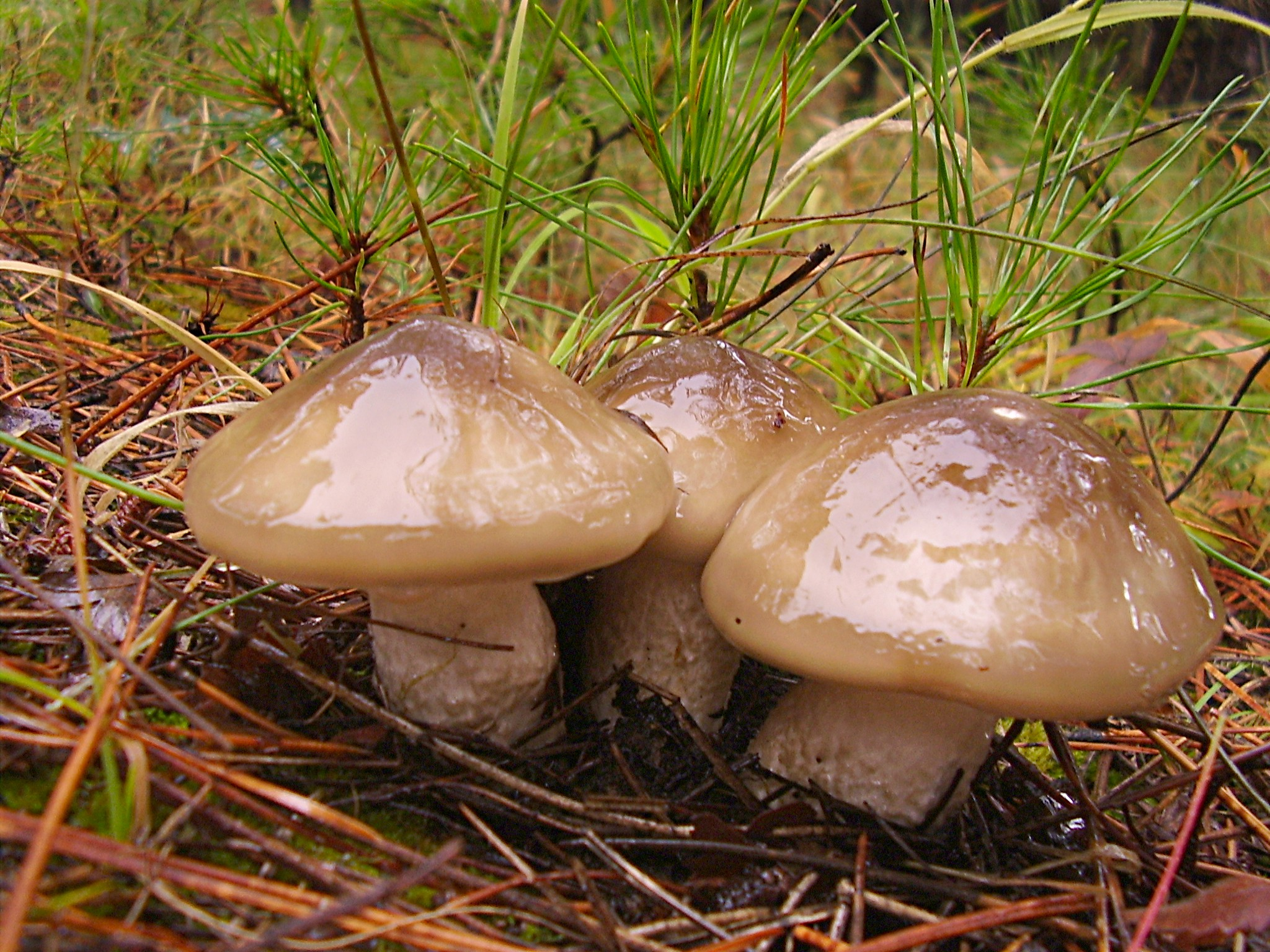
Hygrophorus latitabundus
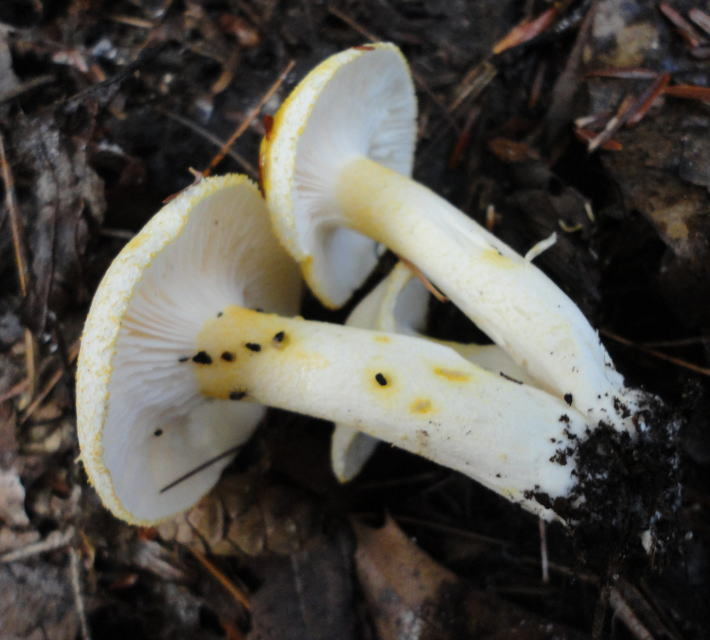
Hygrophorus chrysodon
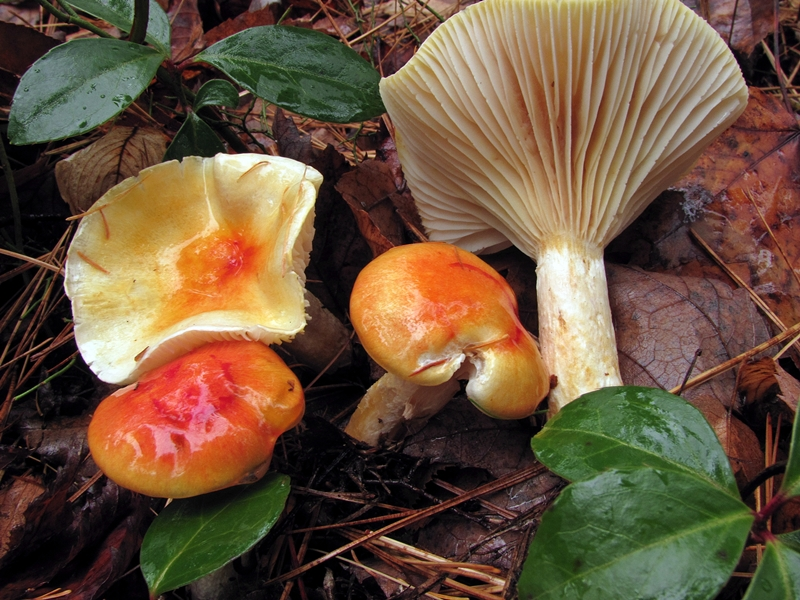
Hygrophorus speciosus
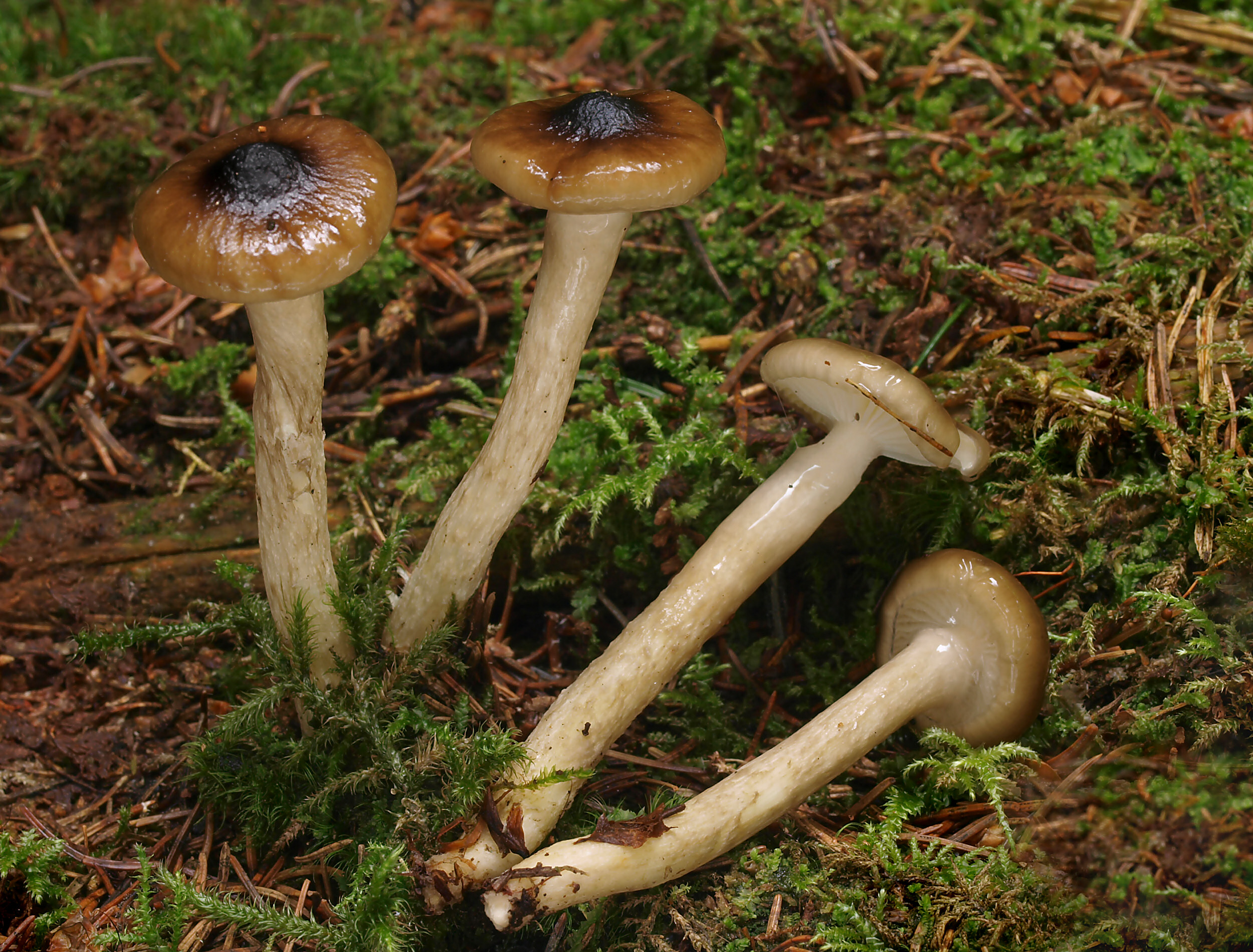
Hygrophorus olivaceoalbus